# Ibicuy
Ibicuy es un municipio del departamento Islas del Ibicuy, en la provincia de Entre Ríos, Argentina. El municipio comprende la localidad del mismo nombre y un área rural. Se ubica a orillas del río Paraná Ibicuy, uno de los brazos del delta del río Paraná. Forman parte del ejido municipal los parajes de Mazaruca, Puerto Perazzo, Puerto Constanza y Estación Libertador General San Martín. En la localidad se encuentra el puerto Ibicuy, nombre que frecuentemente es utilizado también para designarla.
Ibicuy se halla a 182 km de Buenos Aires ingresando a la provincia por el complejo ferrovial Zárate-Brazo Largo y por la Ruta Nacional 12 que luego se conecta a la RP 45 hasta la ciudad. Desde Rosario se cruza por el puente Rosario-Victoria tomando la RP 11, en dirección sudeste pasando por Gualeguay, Ceibas, conectando con la RN 12, hasta la RP 45. Ibicuy se encuentra en el extremo sur entrerriano, en la zona de islas del delta del Paraná. Cuenta con uno de los puertos de aguas profundas más importante de la provincia, ubicado sobre el río homónimo.

## Geografía

### Ejido municipal
El ejido municipal de Ibicuy fue establecido por decreto del 27 de junio de 1951 luego de que la creación del municipio fuera aprobada por ley n.º 3626 sancionada el 5 de septiembre de 1950 y promulgada el 12 de septiembre de 1950. Una vez restablecido el orden democrático, este decreto-ley fue ratificado por la ley n.º 7505 promulgada el 29 de diciembre de 1984.
El ejido fue ampliado por ley n.º 6959 sancionada y promulgada por la intervención militar el 28 de junio de 1982.

ARTICULO 1°: Autorízase al Poder Ejecutivo a ceder en forma gratuita a la Municipalidad de Ibicuy, un inmueble con todo lo edificado, clavado y plantado, ubicado en sección 6°- Distrito Ceibas, Departamento Gualeguaychú, en una franja costera comprendida en los lotes fiscales número 34 y 35, y reconoce una superficie de 1.556 Has. - 55 As. - 35 Ca. para el Lote N°34 y 1.154 Has. - 82 As. - 93 Ca. para el Lote N°35.-
ARTICULO 3°: Amplíase el Ejido Municipal de Ibicuy, hasta el perímetro que comprende los lotes objeto de la donación, que se autoriza por el Artículo 1°.-

Una nueva ampliación del ejido fue realizada mediante la ley n.º 7982 sancionada el 22 de septiembre de 1987 y promulgada el 2 de octubre de 1987, apoyándose en el río Paranacito, la antigua traza de la ruta nacional n.º 12, arroyo Ibicuycito y ríos Paraná Guazú e Ibicuy.
El ejido municipal fue nuevamente ampliado por la ley n.º 9143 sancionada el 13 de mayo de 1998 y promulgada el 29 de mayo de 1988, que lo llevó hasta el arroyo El Fraile.

ARTICULO 1°.- Amplíase el Ejido Municipal de la Municipalidad de Ibicuy, que quedará comprendido dentro de los siguientes límites:
 AL NOROESTE: Por el Arroyo El Fraile, desde su desembocadura en el Río Paraná Ibicuy hasta línea límite de la mensura N° 48.035 Y 102.476.
 AL NORESTE: Por la línea divisoria entre plano N.° 48.035 y Plano N° 102.476, continuando por límite entre Mazaruca y Plano N° 14.813, luego por el límite entre Plano N° 14.792 y N° 14.794 propiedad de Zorraquín, tomando aquí al Noreste por la divisoria de los Planos N°s 14.794 y 26.570, desde este punto tomando el rumbo Sudeste abarcando los campos de propiedad de los Señores Zorraquín, Maaq, Vacareza, Comas, Meyer, Nazar Anchorena, Fernández, (Estancia San Antonio) por la línea denominada límite sur del Ibicuy llegando hasta el Río Paranacito y por la margen derecha de éste hasta la actual Ruta Provincial N° 45 (antigua Ruta Nacional N° 12).
 AL ESTE: Por la Ruta Provincial N° 45 hasta la intersección con el Arroyo Ibicuycito.
 AL SUR SUROESTE: Arroyo Ibicuycito por la margen derecha de éste hasta el Río Paraná Guazú, por éste tomando el límite interprovincial hasta la desembocadura del Río Paraná Ibicuy y por la margen derecha de éste hasta la desembocadura del Arroyo El Fraile.

Luego de estas ampliaciones el ejido municipal se apoya en los ríos Paraná Ibicuy y Paraná Guazú. Desde el primero una línea lo une con las cabeceras del arroyo del Fraile, siguiendo por este y uno de sus afluentes y luego por línea quebrada hasta el río Paranacito. Por este río sigue hasta alcanzar y seguir el camino que une la ruta nacional N.º 12 con la ruta provincial n.º 45, y por esta hasta las vías del Ferrocarril General Urquiza, que sigue hasta el arroyo Ibicuicito, que sigue hasta el Paraná Guazú.

### Relieve
Se encuentra en zona de islas que forman los materiales arrastrados por el agua. Es una zona baja, inundable y está por debajo de los 6 metros.

### Clima
Como toda la zona sur de la provincia, posee un Clima templado de la Argentina que se caracteriza por temperaturas moderadas y lluvias suficientes. Prevalecen los vientos del sector sursudeste.

### Flora y fauna
Emplazado en el delta entrerriano se pueden apreciar pintorescos paisajes de álamos y sauces. Esta es la mayor área del mundo con estas especies vegetales.
Los bosques en galería, enredaderas, helechos y líquenes se suman a la verde vista rodeada por el agua. Riachos, arroyos y canales son el albergue de especies como patíes, surubíes, sábalos, bogas, bagres amarillos y blancos, entre otros.

## Actividad económica
El puerto trabaja principalmente con embarques de maderas, granos y subproductos y productos forestales.
Es uno de los puertos de aguas profundas más importante de la provincia, con un movimiento promedio de 600 000 toneladas al año por el océano Atlántico y moviliza más de 100 000 toneladas anuales en concepto de pasta celulósica. También la actividad pesquera es sustentable y en menor medida con arroz.

### Hundimiento de instalaciones portuarias
En los primeros años del siglo XXI, el puerto Ibicuy comenzó a emplearse para el trasbordo de mineral de hierro proveniente del sur de Brasil vía barcazas fluviales, a buques oceánicos. Esta actividad en la tarde del 17 de julio de 2011 produjo el derrumbe del muelle de ultramar (denominado "continental") por acopio excesivo de mineral de hierro en la zona posterior al mismo.

## Historia

### Toponimia
El nombre de Ibicuy es de origen guaraní y significa “tierra molida” o “arena suelta” (literalmente, "yvy", tierra y "ku' ĩ" , pedacito, fragmento). Según otras interpretaciones, Ibicuý significaría "agua de la tierra de arena" en guaraní.

### Origen de Ibicuy
Los orígenes de Ibicuy se remiten a las civilizaciones precolombinas que habitaban la región mesopotámica. 
Algunos datos indican que en 1715 por esta zona ya había un paraje llamado Cerro Blanco a orillas del Paraná Ibicuy lugar cercano a donde hoy se encuentra el asentamiento urbano. 
Luego de varios años, numerosas personas adquieren estas tierras hasta que se instalan las instituciones que le da el matiz de pueblo. 
Para 1909 se empieza a trabajar en un proyecto ferro–portuario que hace que el lugar crezca en población y en economía. Ibicuy creció a la par de este proyecto, siendo el principal punto de operaciones de la provincia. Mucha gente llegó con la oferta de empleo que había y se radicó en el lugar. 

### Desde Juan Díaz de Solís hasta el 1600
Según el historiador Miguel Ángel Mernes, Juan Díaz de Solís descubrió el Paraná al cual llamó río de Santa Maria, luego de haber llegado al Río de La Plata, al cual llamó Mar Dulce. 
Según los datos que el historiador posee los lugares por donde se desplazaron los primeros exploradores desde Solís en adelante, nunca salieron del cauce principal del Río Paraná. 
También dice que Pedro de Mendoza llamó al fuerte Santa María del Buen Aire en memoria de Solís, aunque en realidad Mendoza no construyó un fuerte sino una fortaleza, no lejos del cabo Santa María, donde desagua el Paraná Ibicuy, en el Paraná Guazú. 
Este historiador nos dice que hay una carta de Luis Ramírez, soldado de Sebastián Caboto, datada en el río San Salvador el 10 de julio de 1528, donde escribe: “... y desde a 6 días siguientes llegamos al Cabo Santa María, la boca del Río de Solís...” haciendo referencia a una lengua de tierra, es decir un accidente orográfico. Y luego Sebastián Caboto se desplaza por el Paraná Guazú y conoce el Paraná Ibicuy, el antiguo río Santa María. 
Cuando Domingo Martínez de Irala escribió para los navegantes que llegarían después con rumbo a Asunción deja una carta que dice: “...ir subiendo el Paraná pegado a la orilla que de a las Españas, es decir a la costa este del Paraná Ibicuy”.

### Desde los primeros fundadores posibles hasta el año 1885
Se citan algunos posibles fundadores de Ibicuy: 
Uno de ellos sería el padre Francisco García entre 1715 y 1716 a orillas del Paraná Ibicuy en el paraje llamado Cerro Blanco, donde habría reunido a los nativos dispersos en las islas y costas vecinas. 
Otro historiador nos dice poco después de 1750 que Juan Carlos Wright comenzó a explorar y ocupar por propia iniciativa una gran extensión de tierra sobre los ríos Paraná Guazú y el Gualeguay, conocida entonces con el nombre de Bicuy o Ibicuy, otras variantes serían: Evicui e Ibiqui como suele encontrarse en diversos documentos. 
En 1776 Wright decidió comprar a las autoridades de Buenos Aires una extensa fracción de tierra en Ibicuy con frente al Paraná Guazú. Este campo fue medido ese mismo año por José Sourriere de Souillac y en 1777 en remate público y ante escribano Wright adquiere el campo. 
Organizó un importante establecimiento industrial, edificó su vivienda y una capilla anexa. También confeccionó un plan de defensa de los ríos Paraná y Uruguay en prevención de los actos bélicos de la expansión portuguesa. 
Por esa época Rocamora trazó el plano de Entre Ríos donde figura Ibicuy. Pero en 1786 Rocamora es promovido a otro cargo y el proyecto de Ibicuy fracasa. 
Más adelante los herederos de Wright, María Melchora Wright casada con Juan Manuel Goyri venden en 1824 al inglés Diego Wirither Brittain. Fallecido este sus herederos las venden al general Justo José de Urquiza en 1857. 
Urquiza muere trágicamente en 1870, su hija Cándida hereda el campo donde hace construir el edificio principal que aún se conserva, conocido hoy como estancia San Isidro. 
Para septiembre de 1880 ya había actividad policial a cargo del Sargento José Díaz, y por un decreto de la nación en febrero de 1883 se habilita la ayudantía de Prefectura de Ibicuy Chico, nombrándose las siguientes personas en sus respectivos cargos: 
-Ayudante: Subteniente Bernardo T. León. 
-Guardián: Luis Medina 
-Marineros: Juan Acosta, Tomás Alarcón, Francisco Sánchez, Pedro Mirada, Ubaldo Medina y Urbano Cabrera. Estos registros llegan hasta 1885 y luego se pierden datos hasta el 15 de enero de 1904.
El 14 de noviembre de 1910 el gobernador Prócoro Crespo aprobó la mensura del pueblo, fecha que se toma como fundacional.

## Ferrocarril
En 1906 el Ferrocarril Central de Buenos Aires firmó un convenio con el Ferrocarril Entre Ríos para que las formaciones de este ferrocarril circularan entre Zárate y Buenos Aires por las vías del primero una vez que se lograra la conexión con ferrobarcos desde puerto Ibicuy. Para poder realizar esta conexión el Ferrocarril Entre Ríos construyó un ramal desde Las Colas -cerca de Gualeguay- hasta Ibicuy. El 27 de diciembre de 1907 fue inaugurado el ramal hasta la estación Holt ubicada en Ibicuy y el 15 de marzo de 1908 desde Holt hasta la estación Ibicuy y el embarcadero de puerto Ibicuy pasando el primer tren de cargas en ferrobarco hasta Zárate. El 29 de mayo de 1908 cruzó el primer tren con pasajeros realizándose la inauguración oficial.
El 5 de mayo de 1929 fue inaugurado el servicio de cargas con ferrobarcos del Ferrocarril Entre Ríos entre el embarcadero de puerto Ibicuy y un embarcadero en Dock Sud en el puerto de Buenos Aires.
El 14 de diciembre de 1977 fue inaugurado el complejo ferrovial Zárate-Brazo Largo finalizando el servicio de ferrobarcos desde puerto Ibicuy y dejando abandonado este ramal porque se abrió una nueva traza entre Libertador General San Martín y el complejo de puentes.

## Plazoleta Conscripto Humberto Omar Giorgi
Se encuentra el monumento al soldado desaparecido en el hundimiento del Crucero General Belgrano, episodio de la Guerra de Malvinas

## Turismo
- Aeroclub Isla del Ibicuy: a 15 min de navegación, por el río Paranacito, en pleno delta del Paraná, vuelos de bautismo y conocer el ambiente desde el aire. Hay una "Granja Ecológica". Hay paseos en lancha, por el delta y sus islas e islotes

### Peces del río Paraná Ibicuy
- Peces permanentes: bagre amarillo, bagre blanco o moncholo, patí, carpa, sábalo, boga, raya, tarucha. Hacia mayo migra aquí: pejerrey, sardina, mandubí, dientudo. Para octubre llega: dorado, surubí, armado, palometa

### Turismo aventura
Submarinismo, running, mountain bike, rollers, cabalgata a caballo, windsurf, esquí acuático, motonáutica, natación, canotaje, velerismo, kayak, remo, excursiones con pesca, paseos a sitios prehistóricos, bautismos de buceo.

## Parroquias de la Iglesia católica en Puerto Ibicuy
| Diócesis   | Gualeguaychú            |
| ---------- | ----------------------- |
| Parroquias | Nuestra Señora de Luján |